# Tetsuya Fujii
Pour les articles homonymes, voir Fujii.
Tetsuya Fujii (藤井哲也 (Fujii Tetsuya), né en 1960, est un astronome amateur japonais qui a-codécouvert vingt-deux astéroïdes avec Kazurō Watanabe, entre 1988 et 1992,.
L'astéroïde (4343) Tetsuya porte son prénom.

## Astéroïdes découverts
| Astéroïde               | Design. prov. | Date              |
| ----------------------- | ------------- | ----------------- |
| (4645) Tentaikojo       | 1990 SP4      | 16 septembre 1990 |
| (4676) Uedaseiji        | 1990 SD4      | 16 septembre 1990 |
| (4714) Toyohiro         | 1989 SH       | 29 septembre 1989 |
| (4718) Araki            | 1990 VP3      | 13 novembre 1990  |
| (4743) Kikuchi          | 1988 DA       | 16 février 1988   |
| (4750) Mukai            | 1990 XC1      | 15 décembre 1990  |
| (4971) Hoshinohiroba    | 1989 BY       | 30 janvier 1989   |
| (4975) Dohmoto          | 1990 SZ1      | 16 septembre 1990 |
| (5180) Ohno             | 1989 GF       | 6 avril 1989      |
| (5192) Yabuki           | 1991 CC       | 4 février 1991    |
| (5357) Sekiguchi        | 1992 EL       | 2 mars 1992       |
| (5474) Gingasen         | 1988 XE1      | 3 décembre 1988   |
| (6246) Komurotoru       | 1990 VX2      | 13 novembre 1990  |
| (6381) Toyama           | 1988 DO1      | 21 février 1988   |
| (7418) Akasegawa        | 1991 EJ1      | 11 mars 1991      |
| (9602) Oya              | 1991 UU3      | 31 octobre 1991   |
| (9871) Jeon             | 1992 DG1      | 28 février 1992   |
| (16439) Yamehoshinokawa | 1989 BZ       | 30 janvier 1989   |
| (16449) Kigoyama        | 1989 SO       | 29 septembre 1989 |
| (21015) Shigenari       | 1988 UF       | 16 octobre 1988   |
| (29159) 1989 GB         | 1989 GB       | 2 avril 1989      |
| (37565) 1988 VL3        | 1988 VL3      | 3 novembre 1988   |